# Capanna Saracco-Volante
La capanna scientifica Saracco-Volante (detta anche brevemente capanna Saracco-Volante) è una capanna speleologica nel massiccio carsico del Marguareis, nel comune di Briga Alta (CN).

## Storia
La capanna fu costruita nel 1967 dagli speleologi del Gruppo speleologico piemontese (GSP), supportati dal CAI-UGET di Torino. All'inizio era presente solo quello che ora è il corpo principale; il locale invernale è stato aggiunto solo in seguito.
La sua posizione fu scelta in maniera da ottimizzarne la funzione di punto di appoggio per l'esplorazione del complesso di Piaggiabella, sistema di grotte che si sviluppa per oltre 40 km; la capanna si trova a breve distanza da tre degli ingressi del sistema, quello propriamente detto  "Piaggiabella", quello noto come "Buco delle radio" e quello chiamato "Suppongo".
È dedicata ad Eraldo Saracco e Cesare Volante, speleologi del GSP morti rispettivamente nel 1965 e 1963.

## Caratteristiche
Si trova nella  conca di Piaggiabella, poco al di sotto del  Colle del Pas, alle pendici della cima Pian Ballaur.
Il locale principale è una costruzione in lamiera, con tetto a spioventi; lo spiovente di monte arriva fino a terra costituendo al di sotto un deposito materiali. È dotato di 12 posti letto, angolo cottura con fornello a gas, ed impianto di illuminazione a pannelli solari. Il locale non è custodito, ed è normalmente chiuso; le chiavi sono depositate presso la sede di Torino del GSP.
Il locale invernale -recentemente restaurato- è un prefabbricato dotato a monte di una protezione paravalanghe realizzata con porzioni di guard-rail. È sempre aperto; dispone di 12 posti letto, e di un telefono di emergenza.

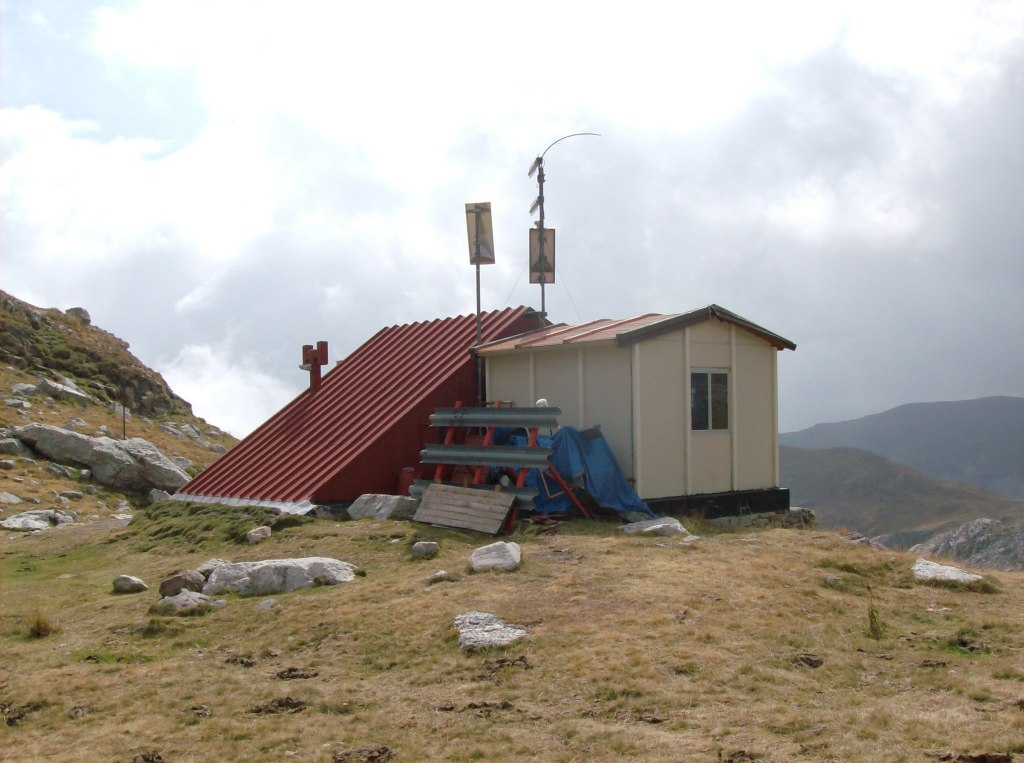
La capanna vista dal lato del locale invernale

## Accessi

### Dalla Val Tanaro
Si lascia l'automobile a Carnino Superiore, e si segue il sentiero  A3 che sale verso la  gola della Chiusetta; dopo circa un'ora, si svolta a destra per il sentiero A4 a risalire un canalone (passo delle Mastrelle), alla cui cima si apre la conca di Piaggiabella; si prosegue superando pianori intervalati da rampe, fino ai piedi della salita che porta al colle del Pas, ove sorge la capanna. 2.30 h da Carnino.

### Dal Colle dei Signori
Si percorre in automobile la vecchia strada militare -se accessibile- che unisce Monesi a Limone Piemonte fino al  colle dei Signori. Partendo dal vicino rifugio don Barbera si segue il sentiero  A3b che porta verso il  colle del Pas; dopo circa un'ora si arriva alla capanna.

### Dalla Valle Pesio
Lasciata l'automobile al  pian delle Gorre, si sale al rifugio Garelli; da qui, si segue il sentiero  H8 per la Porta Sestrera, poi il  G6b fino al  colle del Pas, da dove in 15' circa si è alla capanna. 3.30-4 h complessive.

### Dalla Valle Ellero
Si parcheggia alla  porta di Pian Marchisio, da dove si raggiunge il rifugio Havis De Giorgio; da qui, si segue il sentiero  G5 fino al  colle del Pas, da dove in 15' circa si è alla capanna. 2-2.30 h complessive.

## Attività
La  capanna scientifica Saracco-Volante è una capanna speleologica, e come tale dedicata ai praticanti della speleologia. In questo senso, è storicamente un punto d'appoggio per l'esplorazione del  Complesso di Piaggiabella, nonché delle zone del  Biecai, del vallone delle Saline e della base del Marguareis. La presenza del locale invernale e del telefono di emergenza ne fanno comunque un valido punto di appoggio in caso di emergenza per ascensioni e traversate in zona.

### Ascensioni
- Punta Marguareis
- Cima Pian Ballaur
- Cima delle Saline

### Traversate
- al Rifugio don Barbera
- al Rifugio Garelli
- al Rifugio Havis De Giorgio
- alla Capanna Morgantini (capanna speleologica)
- al Rifugio Ciarlo-Bossi
- al Rifugio Mongioie

La capanna si trova sul percorso della tappa R150 del percorso "rosso" della Via Alpina, dal Rifugio Mongioie al Rifugio Garelli.